# Didier Sénécal
Pour les articles homonymes, voir Sénécal.
Didier Sénécal, né le 12 mars 1954, est un écrivain et un traducteur français, auteur de romans policiers.

## Biographie
En 1988, il est lauréat du prix du roman policier francophone de la ville du Mans pour son premier roman, Le Cavalier grec.
Il est également traducteur de l'anglais vers le français, notamment des romans de Martha Grimes, Harry Frankfurt, Nicci French, Lyman Frank Baum (nouvelle traduction du Magicien d'Oz), John Connolly.

## Œuvre

### Romans

#### SérieCommissaire Lediacre
- Lediacre et les Intouchables, Fleuve noir, coll. « Noirs » (2006)  (ISBN 2-265-08229-5), réédition Le Grand Livre du mois (2006)  (ISBN 2-286-02142-2), réédition sous le titre Les Intouchables, Pocket coll. « Presses-Pocket » no 13258 (2006)  (ISBN 2-266-16938-6)
- Les Deux Amis, Fleuve noir, coll. « Noirs » (2006)  (ISBN 2-265-08449-2), réédition Le Grand Livre du mois (2006)  (ISBN 978-2-286-02397-3), réédition Pocket coll. « Presses-Pocket » no 13451 (2007)  (ISBN 978-2-266-17623-1)
- Les Voitures vides, Fleuve noir, coll. « Noirs » (2007)  (ISBN 978-2-265-08648-7), réédition Le Grand Livre du mois (2007)  (ISBN 978-2-286-04128-1), réédition Pocket coll. « Presses-Pocket » no 13752 (2008)  (ISBN 978-2-266-18536-3)
- Les Petites Filles et les Petits Garçons, Fleuve noir (2008)  (ISBN 978-2-265-08835-1), réédition Le Grand Livre du mois (2008)  (ISBN 978-2-286-05239-3)

#### Autres romans
- Le Cavalier grec, Éditions Belfond(1988)  (ISBN 2-7144-2065-6)
- Carson, Éditions Jean-Claude Lattès (1992)  (ISBN 2-7096-1142-2)
- Mortelle Collection, Fleuve noir (2009)  (ISBN 978-2-2650-8943-3)

### Littérature d'enfance et de jeunesse
- Le Mystère des mots croisés, Bayard éditions, coll. « Je bouquine » no 29 (1994)  (ISBN 2-227-72329-7)
- Champion, Bayard éditions, coll. « Je bouquine » no 47 (1997)  (ISBN 2-227-72353-X)

### Autres ouvrages
- L'Histoire et la Vie d'une route, Berger-Levrault, coll. « L'Histoire et la vie d'un monument » (1985)  (ISBN 2-7013-0627-2)
- L'Histoire et la Vie du château de Versailles, Berger-Levrault, coll. « L'Histoire et la vie d'un monument » (1985)  (ISBN 2-7013-0628-0)
- L'Histoire et la Vie du Mont-Saint-Michel, Berger-Levrault, coll. « L'Histoire et la vie d'un monument » (1987)  (ISBN 2-7013-0728-7)
- Chronologie de l'histoire du monde, Le Grand Livre du mois (2001)  (ISBN 2-7028-4619-X)
- Observer les oiseaux, First Éditions, coll. « Pour les nuls » (2015)  (ISBN 978-2-7540-6590-0)

## Prix et récompenses

### Prix
- Prix du roman policier francophone de la ville du Mans 1998 pour Le Cavalier grec[6]